# NGC 5129
NGC 5129 ist eine 12,0 mag helle Elliptische Galaxie mit aktivem Galaxienkern vom Hubble-Typ E2 im Sternbild der Jungfrau auf der Ekliptik. Sie ist schätzungsweise 307 Millionen Lichtjahre von der Milchstraße entfernt und hat einen Durchmesser von etwa 155.000 Lj.

Im selben Himmelsareal befindet sich u. a. die Galaxie NGC 5115, NGC 5132, NGC 5136, NGC 5137.
Das Objekt wurde am 19. März 1787 von Wilhelm Herschel mit einem 18,7-Zoll-Spiegelteleskop entdeckt, der sie dabei mit „pB, vS, mbM, just preceding a pretty considerable star“ beschrieb.